# استرامبا (مورش)
استرامبا (مجاری: Tekerő-patak به معنای "رود مارپیچ") ریزآبۀ سمت راستین رود مورش در ترانسیلوانیای رومانی است. این ریزآبه به در مکانی به نام سوسِنی به رود مورش تخلیه میشود. درازای آن به 14 کیومتر (8.7 مایل) میرسد و اندازه حوضه آن 24 کیلومتر مربع (9.3 مایل مربع) است.